# Adriano Lualdi
Adriano Lualdi (Larino (Campobasso), 22 de març, 1885 - Milà (Llombardia), 8 de gener, 1971), va ser un compositor, director d'orquestra, pedagog musical i crític italià.

## Biografia
Lualdi va estudiar a l'Acadèmia Nacional de Santa Cecília amb Stanislao Falchi i un any amb Ermanno Wolf-Ferrari al Conservatori Benedetto Marcello de Venècia. Entre 1907 i 1909 va ser mestre substitut amb Tullio Serafin i Pietro Mascagni. Durant aquest temps va escriure les seves primeres composicions, entre les quals destaquen els poemes simfònics L'albatro (1908) i La leggenda del vecchio marinaro (1910) i la seva primera obra escènica, 'Le nozze di Haura (basada en un llibret de Luigi Orsini, 1908).
En un debat amb Giacomo Orefice i Giovanni Tebaldini celebrat a les pàgines de "Rivista musicale italiana" l'any 1917, va representar una posició del tradicionalisme més intransigent i de tancament a les tendències musicals internacionals. El 1921 es va unir a la "Camerata italiana", fundada a Milà per Renzo Bossi, Alceo Toni i Giulio Cesare Paribeni, que es dedicava a promocionar obres de compositors italians contemporanis amb una orientació tradicional i el redescobriment de la música antiga.
A la dècada de 1920 va treballar com a crític musical, entre altres coses, per a les revistes "Ambrosiano" (1922), "Il Secolo" (1923) i "La Sera" (1927) i va publicar escrits sobre música italiana i europea (Viaggio musicale in Italia, 1927; Viaggio musicale in Europa, 1928) amb l'esperit cultural d'un musical feixista provincial. Amb Franco Alfani, Renzo Bossi i Ildebrando Pizzetti, va donar suport a la "Mostra del Novecento musicale italiano", celebrada a Bolonya l'any 1927, que estava sota el patrocini de Mussolini i que tenia com a objectiu destacar els suposats valors autèntics de la música italiana.
El 1929, Lualdi va ser elegit al Parlament italià com a representant de l'associació de música feixista i va ocupar el càrrec de conseller nacional a la "Camera dei fasci e delle corporazioni". En una sèrie d'escrits (Arte e régime, 1929; Per la musica contemporanea italiana, 1930; Per il primato spirituale di Roma, 1942) es dedicà a la propaganda cultural feixista. El 1930 va ser un dels fundadors del "Festival internazionale di musica di Venezia". Va muntar els programes dels tres primers festivals (1930, 1932 i 1934) i va dirigir el festival de 1936 amb Alfredo Casella i Mario Labroca. Obres de Béla Bartók, Paul Hindemith, Darius Milhaud, Zoltán Kodály, Alexander Scriabin, Igor Stravinski i Alban Berg, així com composicions de Luigi Dallapiccola i Nino Rota al concurs de musica radiogènica l'any 1932.
Com a director d'orquestra, Lualdi va aparèixer a Sud-amèrica el 1932, a la Unió Soviètica el 1933, a Alemanya el 1935 i a França el 1939. Va escriure diversos informes sobre els seus viatges i va publicar un llibre de text per a directors (L'arte di dirigere l'orchestra) el 1940. El 1936 va ser nomenat director del Conservatorio di San Pietro a Majella, que va ocupar fins al 1944. Del 1936 al 1942 també va ser el crític musical oficial del "Giornale d'Italia". El 1941 esdevingué membre de la Comissió per a l'Autarquia de la Musicologia, fundada per Giuseppe Bottai i encapçalada per Pizzetti, que tenia com a objectiu reestructurar l'ensenyament musical i la musicologia en l'esperit del feixisme.
Després de la Segona Guerra Mundial, Lualdi va ser considerat compromès per la seva col·laboració amb el règim feixista. No obstant això, el 1947 va poder assumir la direcció del Conservatori de Música Luigi Cherubini de Florència, que va ocupar fins al 1956. La seva darrera òpera, Euridikes diatheké, es va representar i emetre a la cadena pública RAI el 1962. El 1969 va publicar un recull de les seves obres escèniques sota el títol La bilancia di Euripide: 10 llibrets d'òpera. El seu fill Luciano Lualdi es va fer conegut com a cantant.

## Obres escèniques
- Le nozze di Haura (Llibret: Luigi Orsini), escenes líriques a einem Akt, 1908, 1913, UA 1939, Roma 1943
- La rosa di Saaron (Milà TdC 1915)
- Le furie di Arlecchino (Llibret: Luigi Orsini/Adriano Lualdi), intermezzo giocoso per a titelles vius en un acte, 1915
- Guerin Meschino (Llibret: Giovanni Cavacchioli), llegenda medieval per a titelles en un acte, 1922
- La figlia del re (Die Königstochter; llibret propi), tragedia lirica en tres actes, Torí 1922
- Il diavolo nel campanile (Der Teufel im Campanile, propi llibret basat en Edgar Allan Poe), en un acte, 1925
- La Grançeola (Der Hummer, propi llibret basat en Riccardo Bacchelli), òpera de cambra en un acte, 1932
- Lunawig e la saetta (Llibret: Maner Lualdi), llegenda imitada i ballada en un acte, 1936, 1956
- La luna dei Carabi (llibret propi Eugene O’Neill), Òpera en un acte, 1944
- Euridikes diatheké. Il testamento di Euridice (llibret propi), òpera en quatre actes, 1962